# Nicola Lafleur
Nicola Lafleur, né le 23 mai 1973 à Québec, est un producteur et réalisateur de films pornographiques. Il est propriétaire des productions Pegas.

## Biographie
Après un début de carrière dans l’aménagement paysager, Nicola Lafleur lance en 2006 UNE boîte de production de pornographie, les productions Pegas, à Sainte-Foy, à la suite d'une "crise de la trentaine".
Premier producteur de films "pour adultes" au Québec, c’est lui qui  fait connaître l'actrice porno Samantha Ardente. Il est aussi à l’origine de la série québécoise Baise partout mettant en vedette l’actrice Candy Kiss dans des lieux publics un peu partout dans le Vieux-Québec. La série utilisant, entre autres en arrières-plans, la fontaine de Tourny, la terrasse Dufferin et l’escalier Casse-Cou.
À la suite d'un défi majeur de recrutement d’acteurs pornos masculins, Pegas 101, Nicola Lafleur lance en 2014 un cours consacré pour former des recrues.
Le propriétaire de Productions Pegas s’illustre en prônant le port du préservatif dans l’industrie pornographique.
En 2018 Nicola Lafleur a déjà plus de 250 films et 700 scènes à son actif en tant que producteur chez "Pegas Productions". Avec l’émission Classé XXX sur Ztélé, il jouit d'une renommée importante. Il participe également à l’émission "Le Club Mel" sur Canal Vie et "Porn To Be Wild" de Ztélé, aux côtés de Lexington Steele, Savana Styles, Jessy Jones et Jaclyn Taylor .

## Filmographie sélective
- Un idiot fourre cinq gardiennes, 1001 fantasmes à Québec, vol. 1-6 ;
- Quatre débiles en VR à Sept-Îles,
- 40 ans, viens fourrer moman ;
- Cinq infirmières et des pervers,
- 5 jours / 5 filles,
- Ayoye! Transsexuelles Québec,
- Abuseurs en série, vol. 1-2 ;
- Baise partout à Québec, vol. 1-2 ;
- Beach Party de cul, Québec, vol. 1-2 ;
- Docteur Noune,
- Entre copines, on se filme!,
- Huilée, Massées et Fourrées,
- Gangbang de Samantha Ardente,
- Jeunes, Juteuses & Québécoises, vol. 1-6 ;
- Méchante Orgie chez Vandal,
- Pegas en vrac, vol. 1-5 ;
- Porno Académie,
- Québec Casting XXX, vol. 1-3 ;
- Weekend indécent à Tremblant.